# Глуховский завод «Электропанель»
Глуховский завод «Электропанель» (укр. Глухівський завод «Електропанель») — промышленное предприятие в городе Глухов Сумской области.

## История
Предприятие было создано в соответствии с шестым пятилетним планом развития народного хозяйства СССР и введено в эксплуатацию 5 июня 1960 года под наименованием Глуховский электроаппаратный завод «Электропанель». Основной продукцией завода стали панели управления электротехническими установками для транспорта и электротехнических предприятий.
В советское время завод являлся одним из ведущих предприятий города, на балансе предприятия находились объекты социальной инфраструктуры.
В 1980е на заводе возникла музыкальная группа «Риф» (в дальнейшем, под названием «Ноябрь» она успешно выступала на городском уровне, а также неоднократно участвовала на конкурсах и рок-фестивалях в Глухове и Курске).
После провозглашения независимости Украины завод стал одним из ведущих производителей низковольтного электрооборудования для горнодобывающих, металлургических, машиностроительных и нефтедобывающих предприятий и иных отраслей промышленности.
В мае 1995 года Кабинет министров Украины утвердил решение о приватизации завода в течение 1995 года.
В 1998 году предприятие было преобразовано в открытое акционерное общество.
В 2000 году завод вошёл в состав концерна «Укрросметалл».
В 2004 году завод получил сертификат международной системы менеджмента качества ISO 9001:2010.
В 2006 году завод входил в число крупнейших действующих предприятий города, основной продукцией в это время являлись пульты и шкафы управления для компрессорных установок. Кроме того, завод освоил производство твердотопливных котлов.
В 2015 году завод расширил номенклатуру выпускаемой продукции: было освоено производство переносных дизель-генераторов АД-12 (мощностью 12 кВт) и АД-15 (мощностью 15 кВт).